# Гордеев, Кирилл Борисович
Кири́лл Бори́сович Горде́ев (род. 29 июня 1987, Москва) — российский актёр, певец, артист музыкального театра, композитор и стример. Лауреат театральной премии «Золотой софит» в номинации «Лучшая мужская роль в оперетте и мюзикле» за роль Генри Джекилла и Эдварда Хайда в мюзикле «Джекилл & Хайд» Санкт-Петербургского театра музыкальной комедии (2015), номинант за роль Петра в мюзикле «Пётр I» (2023) и Создания во «Франкенштейне» (2024) и Емельяна Пугачёва в мюзикле «Капитанская дочка» (2025), номинант театральной премии «Золотая маска» за роль Анатолия Сергиевского в мюзикле «Шахматы» (2022) и за роль Петра I в мюзикле «Пётр I» (2024), номинант театральной премии «Музыкальное сердце театра за роль Данилы в мюзикле «Хозяйка медной горы» (2024), лауреат премии XXXI фестиваля «Театры Санкт-Петербурга — детям» за «роль самого невозмутимого и изобретательного Кролика» в детском музыкальном спектакле «Алиса и Страна чудес» (2023), номинант премии Правительства Санкт-Петербурга в области культуры и искусства в 2024 году за создание спектакля «Капитанская дочка» в команде, международных и всероссийских конкурсов. Исполнитель главных ролей в московских и петербургских мюзиклах.

## Биография

### Ранние годы
Родился 29 июня 1987 года в городе Москве. С детства выступал в детском хоре районного дома творчества, а затем в Большом детском хоре Всесоюзного радио и Центрального телевидения под руководством В. С. Попова. После возрастных изменений голоса поступил в школу Г. П. Вишневской. Стал лауреатом вокального конкурса «Хрустальная капелька» с песней «Капитан», единственного, в котором принял участие. Занимался настольным теннисом в спортивной студии.
В 2009 году занимался сценическим фехтованием в театре-студии сценического фехтования «Сирано», занял третье место в РГУФК на Чемпионате России по артистическому фехтованию в дисциплине «Упражнение Соло» 29 ноября с номером «История о том, как чуть было не появилось…».
В 2009 году окончил РАТИ-ГИТИС (мастерская Г. П. Ансимова).

### Творчество
После выпуска сезон работал в Театре-студии «Откровение», в 2010—2011 — в Московском музыкальном театре п/р Г. А. Чихачёва.
В 2010 году выступал в фолк-ансамбле «Новые Кельцы» под руководством А. В. Палагина, становясь лауреатом Первого Московского международного фестиваля волынщиков «Russian Bagpipe Forum», III Всероссийского конкурса народного искусства «Хранители наследия России» в Красногорске, международного фестиваля исторических клубов «Воиново поле» в Дракино.
С 2011 года начал сотрудничество с Санкт-Петербургским театром музыкальной комедии. На сегодняшний день является ведущим солистом мюзиклов в театре.
В 2012 году принимал участие в спектакле «Я — Эдмон Дантес» (режиссер Е. Дружинин). В этом же году вернулся к драматическому театру. В постановке А. Смольякова «Гондла» исполнил роль Лаге.
С 2013 по 2019 год исполнял роль Грея в мюзикле М.Дунаевского «Алые паруса».
В марте 2015 года и в 2022 выступал на Международном гала-концерте звёзд оперетты в Санкт-Петербургском театре музыкальной комедии. В декабре 2016 и апреле 2017 года принимал участие в гала-концертах звёзд театра музыкальной комедии и Будапештского театра оперетты и мюзикла к 10-летию успешного сотрудничества на двух сценах как актёр мюзикла. В декабре 2021 года участвовал в концерте «Оперетта во всех лицах» от театра в рамках XIV Международного Рождественского фестиваля искусств в Новосибирске. С 2022 года постоянный участник концертов «Весенняя магия оперетты» к Женскому дню, 30 июня 2024 принял участие в «Оперетта-парк. Международный гала-концерт звезд оперетты» (Дворцовый парк, Гатчина).
В октябре 2016 года играл мюзикл «Джекилл & Хайд» на XII театральном фестивале «Золотая Маска в Эстонии» в Таллине, в октябре 2019 сыграл мюзикл «Канкан» на XV фестивале.
В 2016 году принимал участие в кастинге мюзикла «Анна Каренина» московской оперетты на роль Алексея Вронского. В 2019 году пробовался в мюзикл «Мисс Сайгон» в театре музыкальной комедии.
С 2015 по 2019 год принимает участие в музыкально-театральном проекте Веры Свешниковой «Те, кто мы есть». В 2018—2019 годах был задействован в иллюстрациях к вышедшим двум томам стихов и переводов Александра Свешникова «Стихия Свешникова» (спродюсированный Верой Свешниковой). В 2018 году принял участие в записи трека для альбома Веры Свешниковой на диск «Шаг в темноте».
С 2018 года исполняет роль Рюка в русскоязычном проекте, концерте-презентации мюзикла «Тетрадь смерти» (Продюсерский центр «Penta Entertainment»). Также с 2018 года — участник проекта «КАРАОКЕ КАМИКАДЗЕ». В рамках программы «Года японско-российских межрегиональных и побратимских обменов» состоялся концерт-презентация мюзикла «Death Note: The Concert» в сопровождении оркестра, Кирилл выступал в роли Рюка (17.04.2021, Москва) и в проекте «ТСсс… концерт!» (30.09.2023, Санкт-Петербург).
13 мая 2019 года принял участие с Наталией Диевской в fashion-проекте для свадебного журнала BRIDE. 26 января 2018 и 1 февраля 2019 года выступал на открытии Санкт-Петербургского ювелирного фестиваля «Наследие Фаберже» с Верой Свешниковой и Еленой Газаевой.
В 2019 году присоединился к спектаклю «Комедия о том, КАК БАНК ГРАБИЛИ» Театральной компании Дмитрия Богачёва «Бродвей Москва». С 2019 года принимал участие в записи российского аудио-альбома канадского мюзикла «Ворон: Воображаемая жизнь и загадочная смерть Эдгара Аллана По» и 8 февраля 2025 год принял участие в концерте-презентации материала от «БаярунасКонцерт», исполнив роли Дэвида По/Джока (Джона) Аллана (Артист 2).
В октябре 2020 года состоялась премьера в роли советского шахматиста Анатолия Сергиевского в мюзикле «Шахматы» Театральной компании Дмитрия Богачёва «Бродвей Москва». В декабре выступил с арией из мюзикла на программе «Что? Где? Когда?».
С апреля 2020 года — стример и видеоблогер на платформе Twitch. Ведёт игровые стримы и делает онлайн-концерты с актрисой Верой Свешниковой.
В репертуаре — произведения различных жанров: арии из мюзиклов, песни из фильмов, джаз, рок, эстрада, авторская песня. На многие зарубежные песни репертуара сделаны эквиритмические переводы Александром Свешниковым, среди них композиции на немецком, английском, французском, корейском, итальянском. Гастролирует с Санкт-Петербургским театром музыкальной комедии, участвует в международных фестивалях оперетты. В поддержку жителей и врачей РСО-Алания исполнил с коллегами по мюзиклам песню Кима Суанова на осетинском языке. Как приглашённый артист выступал в концертных программах своих коллег: Александра Казьмина, Кевина Тарта, Дрю Сэрича, Анны Лукояновой; играл в спектаклях с Томасом Борхертом и Марком Зайбертом во время их гастролей; участвует в творческих вечерах поэта Андрея Пастушенко, композитора и дирижёра Владимира Рылова. С 2017 года сотрудничает с Фондом А. П. Петрова и принимает участие в концертах фонда.
В 2021 году представил первый сольный концерт «Шляпа», выступив автором и участником видео-конферанса в образе Антиквара к концерту, Вера Свешникова выступила продюсером концерта, а так же режиссёром, оператором и монтажёром конферанса и видео к концерту. На концерте представил песни на собственный текст и музыку «Закон Огня», «Краски правды» и «Прости» для проекта «То, о чем нельзя говорить» в собственном исполнении и гостей, играл композиции на духовых инструментах, коллекция насчитывает более двадцати инструментов народов мира. В 2022 году проводит творческие вечера «35 и 5» в Петербурге и Москве, в Петербурге в 2023-м ко дню рождения творческий вечер «KIRO Film», в 2024-м сольный концерт «Подкаст со временем», в 2025 сольный концерт «Грань сумасшествия».
С 4 июня 2022 по 2 декабря 2023 года участник и исполнитель роли Ирдиса в постановке метал-оперы «Эльфийская рукопись» и «Эльфийская рукопись: Сказание на все времена» группы «Эпидемия», премьера прошла в ДК «Яуза». В 2023 году выступил в концерте «Хиты мировых мюзиклов» и роковом «Рок-отрыв! Вне логики» с Верой Свешниковой продюсерского центра «VeraSveshnikova Production», в 2024 году в концерте «Песня, в которой ты…». Принимает участие в проекте «АртМафия Show» в Петербурге (30.03.2024, КЗ «Олимпия») и Москве (20.05.2024, КЗ «Измайлово»), гала-концерте на льду в постановке Ильи Авербуха «Любимые песни о Главном» в Санкт-Петербурге (05.05.2024, Ледовый Дворец), концерте «Выходные мюзикла» (18.02.2024, КЗ Москонцерт Холл). Принял участие (17–20.07.2023) в туре «в Осетию с Газаевой», 27 мая 2025 в концерте «Soul II» в Санкт-Петербурге (27.05.2025, Aurora Concert Hall).
В октябре 2021 года Кирилл в Москве гость большого сольного концерта «Александр Казьмин & STAGE ORCHESTRA», в августе 2022 — большого сольного концерта «Новый человек» Ярослава Баярунаса в Санкт-Петербурге и в марте 2023 — дуэтного рок-концерта «Топи лёд!» Александра и Ярослава, организованных продюсерским центром «БаярунасКонцерт». Участник 5-го ежегодного фестиваля «GEEK & MUSIC!» в московском клубе «Известия Hall» 13 июля 2024 года, принял участие в квартирнике совместном с Ярославом Баярунасом накануне 12 июля в Off-театре.
В 2023 году Кирилл Гордеев номинирован за роль Петра I в спектакле «Пётр I» на Высшую театральную премию Санкт-Петербурга «Золотой софит» и наивысшую национальную театральную премию «Золотая маска», премию фестиваля мюзикла «X-40» — «Любимый артист, по мнению зрителей» (по итогам онлайн-голосования) и XVI Международную общественную премию зрительских симпатий «Звезда театрала» (лонг-лист). В 2021 году номинировался на премию фестиваля мюзикла «X-38» за роль Анатолия Сергиевского в спектакле «Шахматы».
В мае 2023 года сыграл в мюзикле «Последнее испытание» роль Карамона в театре «Этериус» и в июне в мюзикле «Дама Пик» графа Сен-Жермена в ДК Выборгский, в декабре — Мэра в постановке «Айсвилль» театра «Приют комедианта». За роль Мэра номинирован был на премию фестиваля мюзикла «X-41» — «Любимый артист, по мнению зрителей» (по итогам онлайн-голосования). В 2024 году Кирилл Гордеев номинирован за роль Создания в спектакле «Франкенштейн» на Высшую театральную премию Санкт-Петербурга «Золотой софит».
В 2024 году участвует в мюзикле «Хозяйка медной горы» в роли мастера Данилы Глеба Матвейчука в ФЦ «Москва» и выдвигается за роль в номинации «Лучший исполнитель главной роли» на российскую театральную премию «Музыкальное сердце театра».
9 июня 2025 года принял участие как приглашённый гость в церемонии вручении премии в области телевизионных искусств «ТЭФИ» на Новой сцене Большого театра, получив 17 июня за работу благодарственную грамоту (№ 70/25 - АРТ).
Примет участие 20-21 ноября 2025 года в Фэнтези-мюзикле «Романтики 12 ветров» Веры Зудиной в роли Стаса.

### Личная жизнь
С 2015 года состоит в браке c Верой Свешниковой.

## Отзывы критиков
Мюзикл «Бал вампиров»:
Театралы соскучились по обаятельному вампиру Герберту, которого столь изящно и иронично играл Кирилл Гордеев.
Ольга Соловьева. В ожидании Темного Бала. Вампиры в петербургской музкомедии // Чайка : интернет-журнал. — 2016. — 10 августа.
Мюзикл «Джекилл & Хайд»:
В «Джекилле и Хайде» вся энергия режиссера ушла на работу с главным героем, поскольку ее исполнителю предстояло молниеносное перевоплощение из добропорядочного джентльмена в дикого зверя. Внешне постановщики почти ничего не изобретали, поэтому весь ужас трансформации героя после приема экспериментального эликсира актеру пришлось передать с помощью актерских средств. И Кириллу Гордееву это удалось, кажется, на триста процентов.
Владимир Дудин. Ужасные приключения ученого джентльмена // Санкт-Петербургские ведомости : интернет-газета. — 2014. — 18 декабря.
Этакая «роль с превращением» для хорошего артиста — дар судьбы. В Музкомедии одаренным оказался Кирилл Гордеев. С музыкой ему тоже несказанно повезло: только за первые 20 минут действия он успевает исполнить три сольные арии.
Кирилл Гордеев, для которого, определенно, настал звездный час, вживаясь в «альтернативного героя», Эдварда Хайда, исполняет партии на октаву ниже (по сравнению с партией доктора Джекилла), добавляя к голосу легкой хрипотцы. Это особенно впечатляет в номере «Противостояние», когда Гордеев чередует партии Джекилла и Хайда — за доли секунды он переключается с одного тембра на другой.

Вообще, Гордеев, который в период «Бала вампиров» оставался «в тени звезды» Ивана Ожогина, по максимуму использует шанс показать себя. Он не только блистательно справляется со своими вокальными партиями, но и прекрасно вживается в две драматические роли. Его интеллигентный доктор Джекилл предстает красавцем-романтиком в идеальном костюме и с напомаженными волосами, в то время как его Эдвард Хайд — настоящее исчадие ада, вмещающее в своем образе «лучшее» от главных злодеев поп-культуры последних лет: Джокера Хита Леджера и Ворона Брэндона Ли.
Михаил Садчиков. «Джекилл и Хайд» могут переплюнуть «Вампиров» // Фонтанка.Ру : интернет-газета. — 2014. — 23 декабря.
Изначально доктор Джекилл представляется человеком определенного возраста, с жизненным опытом. Однако в спектакле эту роль доверили молодому артисту Кириллу Гордееву (для него это первая работа такого масштаба). И Гордеев полностью убеждает в правильности выбора. Молодость придает образу Джекилла какой-то острый щемящий трагизм. И благодаря такому герою на первый план выходит романтическая линия. Джекилл-ученый полон сил и наивен при всем своем уме, ему на самом деле хочется сделать мир лучше. И в эксперимент с сознанием он бросается с отчаянием, свойственным только молодым людям, верящим, что уж они-то точно все смогут. Тем страшнее видеть слом этого Джекилла, когда он понимает, что происходящее бесповоротно вышло из-под контроля. А безбашенный Хайд получается у Гордеева обаятельным настолько же, насколько и пугающим. Неудивительно, что Люси Харрис темная сторона доктора завораживает едва ли не больше, чем светлая. Партия Джекилла/Хайда огромна по величине и объему, и Гордеев прекрасно справляется со сложным материалом.
Алиса Никольская. Премьера мюзикла «Джекилл & Хайд» в Санкт-Петербургском театре музыкальной комедии // Городские развлечения : интернет-журнал. — 2015. — 13 январь.
Не оставляет равнодушным выразительный рисунок роли каждого солиста, но особое наслаждение – это виртуозная работа Кирилла Гордеева. Его мгновенные превращения из Джекилла в Хайда, совершенная органика и великолепный вокал демонстрируют высочайший профессионализм.
Нора Потапова. Джекилл или Хайд? // Санкт-Петербургские музыкальный вестник : интернет-журнал. — 2015. — 9 март (№ 3).
Герой Кирилла Гордеева, говоря языком притчи, это Христос, которого принудили стать чудовищем. Актер наделил Джекилла искренней верой в свое дело, верой в общество и толикой юношеской непосредственности. Хайд Гордеева – чудовище, которое уничтожает все границы, установленные принятыми в обществе нормами. Он – как мощный горный поток, как лава вулкана, что сметает все на своем пути, покоряет бьющей через край энергией. Эдвард Хайд – может, и справедливый, но безжалостный палач. Он не прощает предательства. Не ведает страха, не испытывает сомнений и колебаний. Что проявляется и в любви. Хайд без тени сомнения выбрал Люси. Джекилл разрывается между Люси и Эммой.
Ольга Соловьева. Дихотомия Добра и Зла. О спектакле «Джекилл&Хайд» // Чайка : интернет-журнал. — 2016. — 6 июня (№ 3).
Мюзикл «Демон Онегина»:
Онегин Гордеева – повеса, денди, в поле зрения которого попадают только самые стильные столичные красавицы. По прибытии в поместье встречается с Ленским (Антон Авдеев), романтиком. Подоплека их взаимоотношений – выяснить, кто же будет в дальнейшем лидировать. Женщины являются не только предметом ревности, но и предлогом для выяснения отношений. Двум крупным рыбам тесно в одном пруду. Обращение Ленского к Онегину «друг мой» - принятый в обществе оборот речи. В объяснение с Татьяной актер вкладывает следующий подтекст: «Вы меня, конечно привлекаете. Но не рассчитываете на серьезные отношения, меня это не устраивает и проблем мне не нужно». В основе последующих страстей Гордеевского Онегина по Татьяне кроится обида отвергнутого, нереализованное желание встречаться с замужней женщиной, которой он хочет обладать, не создавая себе дополнительных проблем.

Онегин Гордеева – способен желать, выдавая или принимая это за любовь.
Ольга Соловьева. Под скрип пера. О мюзикле «Онегин» // Чайка : интернет-журнал. — 2016. — 6 июня.
Гала-концерт «Виват, продюсер»:
Сцены из спектакля «Джекилл&Хайд» в исполнении Диевской, Свешниковой и Гордеева были как заколдованные плоды. Отведать их – значило проникнуть в бог весть какие глубины человеческой души, разгадать тайну дихотомии добра и зла. Блестящая актерская и вокальная техника Гордеева (Джекилл) и Суханова (фон Кролок из «Бала вампиров») превратили арии их героев чуть ли не в кульминационные точки спектакля-концерта. Исполнитель роли доктора Джекилла точно выверил сочетание багряных страстных звуков с прозрачными чистыми, как вода горного источника, тонами в арии своего героя «Этот момент».
Ольга Соловьева. Гала-концерт «Виват, продюсер». Размышления о музыке и «легком» жанре // Чайка : интернет-журнал. — 2017. — 4 марта.
Мюзикл «Граф Монте-Кристо»:
Нельзя обойти стороной вдохновенное исполнение роли графа Монте-Кристо Кириллом Гордеевым. Помогли ему не только отличная актерская техника и вокал, но и эмоциональное наполнение роли. Именно живые эмоции исполнителя, неравнодушие к своему герою и помогает завоевать сердца зрителей. Исполнение Кирилла Гордеева как раз «цепляет».
Ольга Соловьева. Мюзикл Монте-Кристо: о двух разных сущностях одного человека // Чайка : интернет-журнал. — 2017. — 16 ноября.
Главный герой на премьерных показах наиболее впечатляюще получился у Кирилла Гордеева. Он очень точно показал отрешенность героя и процесс изменения личности.
Владимир Дудин. Персонажи Дюма поют и танцуют // Санкт-Петербургские ведомости : интернет-газета. — 2017. — 18 декабря. — С. 4.
Граф-Гордеев меняется постепенно. Пылкий юноша, порывистый, темпераментный, он чувствует, что весь мир принадлежит ему – просто потому что он молод, силен, и у него есть все что нужно для счастья. После ареста он словно бы съеживается, уменьшается, почти растворяется в темном воздухе тюремного замка. А осознав причины случившегося, этот Эдмон превращается в Зевса-громовержца, его глаза мечут молнии, он мудреет, прибавляет возраста – и лицо, и движения, и голос становятся другими. Теперь это человек-боль. Человек-отчаяние. Все его поступки исходят из невероятного страдания, огня, который ничем не затушить.
Алиса Никольская. Мюзикл «Граф Монте-Кристо» в Санкт-Петербургском театре музыкальной комедии // Городские развлечения : интернет-журнал. — 2017. — 20 декабря.
Мюзикл «Канкан»:
Успех постановки, бесспорно, определяют главные герои, их вокал. Наталия Диевская в роли Симоны Писташ блистательна, а если бы для роли Аристида Форестье не существовало реального Кирилла Гордеева, его следовало бы срочно выдумать. Появления на сцене этого артиста, голосом, статью, внешностью абсолютно предназначенного жанру мюзикла, зрители Музкомедии ожидают в каждой постановке с нетерпением, фанатизмом, колоссальным теплом, начиная с 2011 года.
Екатерина Омецинская. Добро пожаловать на Монмартр // Когита.ру : интернет-портал. — 2018. — 27 декабря.
Форестье Кирилла Гордеева уже в первой сцене чертовски обаятелен. Нельзя сказать, что эта роль добавила в творческую копилку актера что-то сверхординарное, но он явно на своем месте, и музыка Портера звучит в его исполнении прекрасно.
Светлана Рухля. Победа чувства над долгом // Санкт-Петербургские музыкальный вестник : интернет-журнал. — 2019. — 31 январь.
Радуют яркие артистические и вокальные работы. На первое место необходимо поставить великолепного Кирилла Гордеева – статного артиста с удивительно красивым и насыщенным баритоном с беспредельными верхами, создающего незабываемый образ главного героя Аристида.
Александр Матусевич. От Бродвея до Монмартра // Играем с начала : интернет-газета. — 2021. — 31 август.
Мюзикл «Шахматы»:
Главный герой в исполнении Кирилла Гордеева пленяет мягким баритоном с беспредельными уверенными верхами.
Александр Матусевич. Ход конем, водка и матрешки: премьера мюзикла «Шахматы» в МДМ // Культура : интернет-газета. — 2020. — 21 октябрь.
Рождественский концерт «Оперетта во всех лицах»:
Санкт-Петербургские солисты — Олег Ромашин, Игорь Кроль, Вера Свешникова и Кирилл Гордеев выразили себя в более интеллектуальной подаче, тонкой прорисовке партий, с чувством собственного достоинства и деликатного, утонченного видения образов.
Маргарита Мендель. С опереттой в Рождество // notes Musica opus : интернет-портал. — 2021. — 9 декабря.
Мюзикл «Алиса и Страна чудес»:
Партнером Мананы по сценическому успеху стал Кирилл Гордеев в роли Кролика. Артист привлек на премьеру «Алисы» толпы фанатов, которых получил на мюзиклах «Джекилл и Хайд» и особенно «Бал вампиров», где играет сына графа Кроллока. Здесь вместо Кроллока он сыграл Кролика, прибегая и к уже отработанным приемам (например, хохоток в высоком регистре или обморок). Но режиссер не зря использовал возможности этого артиста, позволяющие его Кролику спеть песню в духе настоящего испанского мачо. Кроличьи уши превратились в рога быка, бросающегося на красную тряпку Королевы. Кролик так очаровал Королеву, тоскующую по истинной любви, что она утратила всякую бдительность, позволив Шляпнику с Алисой проникнуть во дворец. Королева посулила Кролику трон, заявив в пылком танго, что зальет «реками крови» землю.
Владимир Дудин. В Театре музыкальной комедии представили мюзикл «Алиса и Страна чудес» // Санкт-Петербургские ведомости : интернет-газета. — 2022. — 16 июнь (№ 107 (7190)).
Мюзикл «Пётр I»:
По-настоящему серьезную актерскую работу с глубоко продуманной логикой персонажа, богатейшим спектром эмоциональных состояний и бешеной энергией проделал второй исполнитель партии, Кирилл Гордеев. Его Петр преодолевает фрагментарность драматургии либретто и становится стержнем целостной истории, он первый во всем – от самозабвения до саморефлексии, от безумия до безумств.
Ая Макарова. Поднимается ветер // Музыкальная жизнь : интернет-журнал. — 2022. — 20 декабрь.
В спектакле заняты четыре лауреата «Золотой Маски» (не говоря уже об одном лауреате «Золотого софита» - К. Гордееве). Но как раз этот «Золотой софит» мне и дорог. Не потому, что я являюсь членом экспертного совета «Софита». Отличие между Кириллом Гордеевым и Иваном Ожогиным (лауреат «Золотой Маски») показывает, в чем разница между критериями Москвы и Петербурга - разумеется, среди экспертов «Маски» тоже есть петербуржцы, но, скорей всего, не они задают тон. Если иметь в виду психологическую проработанность, человечность, обаяние, то Кирилл Гордеев (исполнитель генерального прогона) мне ближе. У него есть чувство юмора. Он умеет слышать и видеть партнера, а не позирует.
Евгений Соколинский. Царская музыка // Страстной бульвар, 10 : интернет-журнал. — 2023. — 27 февраль (№ 7-257). — С. 137-147.
Мюзикл «Франкенштейн»:
Абсолютная жемчужина мюзикла – работа Кирилла Гордеева, исполнившего роль Создания. Его герой поражает – и вокально, и внешне. Натуральность в образе зашкаливает – частично обритая голова – ведь его герой до собственной смерти был преступником, приговоренным к электрическому стулу, – куски висящего мяса, запекшаяся кровь, мертвенно-бледная кожа. С самого первого появления на сцене, еще в образе Приговоренного (Гордеев играет две роли) его голос звучит как из преисподней – мрачно, зловеще и мощно. Его Создание проходит на протяжении постановки глубокую внутреннюю трансформацию, которой веришь и за развитием которой интересно наблюдать. В начале – испуганное, плохо скоординированное, не умеющее говорить существо и – почти человек к финалу.
Дарина Львова. «Франкенштейн»: Свободна лишь смерть // Около : интернет-портал. — 2023. — 12 октябрь.
Образ несчастного Создания, у которого нет имени, великолепно воплощает Кирилл Гордеев, и здесь по-новому раскрываются и вокальное, и драматическое мастерство артиста. Только появившись, Создание с трудом справляется с телом – руки и ноги будто отдельно, и еле говорит, не понимая издаваемых им звуков. Но постепенно возникают не только жизненные навыки, но и сама жизнь. Да, у Создания есть сердце. И, повернись все иначе, он стал бы обычным человеком. Гордеев соединяет в Создании черты жестокого монстра и простодушного «большого ребенка», который тянется к теплу и хочет быть счастливым. Ожидая «изготовления» невесты, Создание поет печальную арию о душе, а поняв, что Виктор снова обманул его, тоненько скулит, не в силах даже заплакать. В финале же Создание становится олицетворением утраченного смысла жизни. Оглушительного одиночества. В мире, где теперь совсем пусто.
Алиса Никольская. Мюзикл «Франкенштейн» в Санкт-Петербургском театре музыкальной комедии // Городские развлечения : интернет-портал. — 2023. — 6 ноябрь.
Блистательным вокалом Кирилла Гордеева поклонников театра Музкомедии давно не удивишь. Однако невозможно перестать удивляться тому, как от спектакля к спектаклю драматический талант и профессиональная стойкость этого вокалиста обретают все больший размах. После мюзикла «Франкенштейн» на вопрос «Что может сыграть Гордеев?» ответ последует только один: «Да что угодно!». То, как органично артист справляется с ношением не самых простых грима и костюма Создания (так в постановке именуется сложносочиненный великан-монстр, возрожденный к жизни Франкенштейном), сложная пластика, заданная его герою, немой, отчаянный горестный крик в сцене смерти Виктора – вот поводы для выдвижения артиста на всяческие премии…
Екатерина Омецинская. Удаление суда не представляется возможным // Театр+ : интернет-журнал. — 2023. — 14 ноябрь (№ 39). — С. 42-45.
Единственный по-настоящему живой человек – это бывший мертвец, монстр, Создание в превосходном сценическом воплощении Кирилла Гордеева. С момента, когда тело монстра на операционном столе начинает подёргиваться, подавая первые признаки жизни (музыкально это интересный эпизод – в мелодике улавливаются далёкие реминисценции с Малером) и до последнего вопля отчаяния над умирающим Создателем идет процесс превращения отвратительного куска мяса в человека с непреодолимой жаждой кого-то любить и быть любимым. Но Создатель его оставил, осознав, что он сотворил. Подобно матери, родившей безнадежно больного ребёнка и бросившей его.
Герой Гордеева – существо физически страшное, мощное и одновременно чрезвычайно ранимое – его пластика выдаёт постоянную душевную боль и мольбу о внимании. Он быстро учится всему подряд: человеческой речи, тяге к любви и добру, а больше к злу. «У людей я научился лгать» – говорит он Элизабет перед тем, как нанести смертельный удар. С полной эмоциональной отдачей и мастерством актер передаёт мучительную драму тотального одиночества: все попытки войти в нормальную жизнь, наладить контакт с людьми кончаются катастрофически, усилия привлечь к себе внимание Франкенштейна складывается в цепочку ужасных и нелепых преступлений. Монстр, Создание Франкенштейна, феноменально сыгранный Гордеевым и есть главный герой спектакля. Акценты смещены – это его драма, синдром вселенского человеческого одиночества и брошенности.
Постановочная мастеровитость спектакля впечатляет, его рационализм и среднее арифметическое актерского сопровождения отталкивает, но многое прощаешь ради бенефисной значимости работы Гордеева: его монстр-человек – Создание высшей пробы.
Нора Потапова. Франкенштейн 2 «Ты в ответе за тех, кого приручил» // Музыкальные сезоны : интернет-портал. — 2023. — 20 ноябрь.
Заложенный Мэри Шелли мотив — противопоставление уродливого существа, созданного Франкенштейном, живым людям, созданиям божьим — у Франдетти отходит на второй план. Персонаж Гордеева несчастен, беспомощен и отвратителен. Его существование развивает две параллельные психологические линии — ему сочувствуешь, как брошенному ребёнку, но именно он начинает череду убийств, совершаемых по неосторожности или ради внимания.
Первыми жертвами становятся ни в чём не повинные люди: слепой старик и его дочь Агата, а затем и очаровательный мальчик Уильям (Макар Авдеев), младший брат Виктора. Убийство ребёнка приводит к казни ложно обвинённой няни Жюстин (Агата Вавилова), что трагически подчеркивает параллель утрат «родители —дети», которая позже ещё не раз возникнет в спектакле.
Богдана Первозванная. «Франкенштейн»: мрачный романтизм и безумие под неоновыми огнями // Театральный журнал : интернет-журнал. — 2024. — 30 июль.
Мюзикл «Остров сокровищ»:
Призрак пирата Флинта получился у Кирилла Гордеева, с одной стороны, мрачным и даже жутковатым (на то и призрак!), с другой – обаятельным и любопытным. Он наблюдает за происходящим, устроившись на бочке и болтая ногами, прячется в трактире миссис Хокинс, развлекая себя вязанием, и даже играет на волынке. Эдакое домашнее привидение, «дикое, но симпатичное». Гордееву не привыкать к готическим персонажам: на его счету и трагическое Создание в недавней премьере Музкомедии «Франкенштейн», и всеобщий любимец вампир Герберт в знаменитом «Бале вампиров», и загадочный, управляющий людскими судьбами Антиквар в мюзикле «Шагреневая кожа». Теперь в эту «компанию» добавился и Флинт. Гордеев превосходно чувствует стиль, соединяя в герое печаль и горечь «неприкаянной души» и тонкий юмор. А музыкальная тема Флинта закольцовывает всю историю, давая понять, кто тут на самом деле главный.
Алиса Никольская. Мюзикл «Остров сокровищ» в Санкт-Петербургском театре музыкальной комедии // Городские развлечения : интернет-портал. — 2024. — 29 апрель.
Мюзикл «Хозяйка медной горы»:
В образе Хозяйки и Данилы предстают любимцы публики, блистательные, талантливые, яркие и харизматичные актёры Вера Свешникова и Кирилл Гордеев. Вера и Кирилл - не только творческая, но и семейная пара, что усиливает невероятный эмоциональный накал, с первого мгновения между героями чувствуется невероятная химия и неземное притяжение друг к другу.
Юлия Бурулева. Совершенство красоты и синергия смыслов в новом мюзикле Глеба Матвейчука «Хозяйка Медной горы»: «Только любви подчиняется камень!» // Worldpodiumюru : интернет-портал. — 2024. — 20 март.
В премьерном составе Данилу-мастера и Хозяйку сыграли Кирилл Гордеев и Вера Свешникова. И в их героях чувствуется неуловимая общность с самого начала. Этот Данила – чужой среди местных жителей, его не понимают, сторонятся, и талант его для остальных какой-то пугающий. Уважают только за порядочность и доброе сердце. Камень для него живее человека, оттого так бесстрашно идет он в недра горы. И сразу видит под маской колдовской сущности Хозяйки настоящую женщину, нежную, чувственную, хрупкую. Единственную для него. Эти двое – одной породы, одной сути. И от их любовных дуэтов в буквальном смысле искры высекаются из воздуха.
Алиса Никольская. Московская премьера мюзикла Глеба Матвейчука «Хозяйка Медной горы» // Городские развлечения : интернет-журнал. — 2024. — 29 май.
Мюзикл «Капитанская дочка»:
В этот вечер более убедительным на сцене выглядел только Кирилл Гордеев в образе Емельяна Пугачева. Один из самых популярных в жанре мюзикла артистов был малоузнаваем в гриме казака-бунтаря со смоляными чубом и бородой, казацкое одеяние также на нем сидело превосходно. Артист выдал харизму на все сто: голос то звенел, то басил, глаз горел, кнут щелкал, ноги пускались в пляс – образцовая работа звезды подмостков, публика ликовала. Но актер был не только внешне эффектен: произвел впечатление непростой номер Емельяна Пугачева с Екатериной II.
Евгений Хакнахаров. Исполненный долг: «Капитанская дочка» в Петербургском театре музыкальной комедии // Культура : интернет-газета. — 2024. — 18 октябрь.
Роль Емельяна Пугачева как нельзя лучше удалась Кириллу Гордееву. Царственная стать уживается в этом Емельяне с разбойничьей душой, жестокость и кураж – с благородством. Он внушает ужас – но и восторг. А как восхитительно раскрывается красота голоса артиста в музыкальном материале! «Конь белоснежный, да красный кафтан» – начинает он свою главную арию, и постепенно от романсовой проникновенности приходит к бушующей яростной разгульности. Этот номер «закольцует» сценическую судьбу Пугачева – он споет эту тему в финале, плененный, в веревках. И зазвучит иначе – с болью и отчаянием, но и силой. Такого человека можно казнить, но сломить не получится.
Алиса Никольская. Мюзикл «Капитанская дочка» в Санкт-Петербургском театре музыкальной комедии // Городские развлечения : интернет-журнал. — 2024. — 11 ноябрь.
…Как ураган врывается в действие Пугачев в исполнении Кирилла Гордеева. В нем много жизни, энергии, ярости, страсти. Многие ли задумываются, что донской казак Емельян Иванович был от роду 33 годов, а не мужчиной в летах, каким его порой изображают?! Темпераментный и заразительный Пугачев-Гордеев в чем-то перекликается с героем баллады Ивана Тургенева «Перед воеводой молча он стоит…», положенной на музыку Антоном Рубинштейном.
Пугачев Гордеева меняется от сцены к сцене. Нельзя сказать, чтобы его терзали сомнения, скорее разум его не спит и в круговороте происходящего, вычленяет какие-то детали, что-то осознает, какие-то события ведут его к прозрению. Ограниченный объем статьи не позволяет проанализировать каждое появление Пугачева, но контраст между весельчаком, встреченным Петрушей Гриневым на заснеженной дороге в Оренбург, и поверженным мятежником в финале разителен так, как будто между двумя эпизодами прошла целая жизнь.

Для Кирилла Гордеева роль Пугачева – серьезная победа в череде (читай: бесконечных) удач: Джекил и Хайд, Создание («Франкенштейн»), Пират Флинт, Пётр I. Большой респект театру, не ограничившему артиста жестко очерченными рамками единственного амплуа, а способствующему развитию его таланта.
Светлана Рухля. Капитанская дочка: что сказал бы Пушкин // Театр+ : интернет-журнал. — 2024. — 15 ноябрь (№ 49). — С. 46-49.

## Работы

### Роли в театре
РАТИ-ГИТИС (2006 — 2009)
- музыкальный спектакль «Кантеле» (реж. Г. Ансимов) — Лемминкяйнен (2006 — 2009)
- музыкальный спектакль «Гражданка Цветаева» (реж. Г. Ансимов) — Сергей Эфрон, муж Цветаевой (2007 — 2009)
- мюзикл «Призвание — Дон Кихот» (реж. Г. Ансимов) — Алонсо Кихано, испанский дворянин, Николас, деревенский цирюльник, Мартинес, погонщик мулов (2007 — 2009)
- опера «Царская невеста» (реж. Г. Ансимов) — Елисей Бомелий, царский лекарь (2008 — 2009)

Театр-студия «Откровение» (2009 — 2010)
- «Дорогая Памела» (реж. А. Казаков) — Человек от театра
- «Солдат Василий» (реж. А. Казаков) — Солдат
- «Золушка» (реж. А. Казаков) — Маркиз Па-де-труа
- «Романтики» (реж. А. Казаков) — Страфорель

Музыкальный театр под руководством Геннадия Чихачёва (2010 — 2011)
- «Ну, Волк, погоди» (реж. Г. Чихачёв) — Волк
- «Пират и призраки» (реж. Г. Чихачёв) — Себастьян, матрос Фабиан, матрос
- «Женитьба Бальзаминова» (реж. Г. Чихачёв) — Бальзаминов
- «Анна Каренина» (реж. Г. Чихачёв) — Алексей Вронский

Проект «Открытая сцена» на сцене Музея Бахрушина (2012 — 2013)
- «Гондла» (реж. А. Смольяков) — Лаге

Театральный проект «Лестница» (Санкт-Петербург, 2017)
- «Доктор Живаго» (реж. В. Заржецкий) — Патуля Антипов

Театральная компания «Бродвей Москва» (Москва)
- «Комедия о том, КАК БАНК ГРАБИЛИ» (реж. Д. Фарли / А. Шевчук) — Митч Рускитти[36] (2019 —)

### Мюзиклы
Санкт-Петербургский театр музыкальной комедии
- Мюзикл «Бал вампиров» (реж. К. Балтус) — Герберт (2011 — 2014, 2016, 2018 — 2019, 2022)
- Мюзикл «Аладдин» (реж. В. Кемпчински) — Джафар (2013 — 2016)
- Спектакль-концерт «Хиты Бродвея и не только…» (реж. Б. Томаш, А. Сафронов, А. Суханов) — Джекилл, Хайд, Дер Тод, Эдмон, Граф Монте-Кристо, Меркуцио, Кристиан, Анри, Герберт, Клайд, Призрак, Сальери, Фиеро, Иуда, Джимми, Рудольф, Джинни, Муфаса, Люмьер, Чудовище, Бонд и др. (с 2013)
- Музыкальная комедия «Голливудская Дива» (реж. К. Балтус) — Тино Тациано (2014 — 2018)
- Мюзикл «Джекилл & Хайд» (реж. Г. М. Кереньи KERO) — Генри Джекилл / Эдвард Хайд (2014 — 2022)[37]
- Мюзикл «Граф Монте-Кристо» (реж. Г. М. Кереньи KERO) — Эдмон Дантес / Граф Монте-Кристо (с 2017 — 2024)[38][39]
- Спектакль-концерт «Хиты Бродвея-2. На сцене и на экране» (реж. Б. Томаш, А. Сафронов, А. Суханов) — Джимми (2017 — 2019)
- Мюзикл «Канкан» (реж. Г. М. Кереньи KERO) — Аристид Форестье (с 2018 — 2025)[40]
- Мюзикл «Алиса в стране чудес» (реж. Г. Матвейчук) — Кролик (с 2022)[41]
- Мюзикл «Пётр I» (реж. Ю. Александров) — Пётр I, Досифей (с 2022)[42]
- Мюзикл «Франкеншнтейн» (реж. А. Франдетти) — Создание / Приговорённый (с 2023)
- Концерт «Гала концерт мировых шлягеров» (реж. А. Суханов) — Финеас, Бонд (с 2023)
- Мюзикл «Остров сокровищ» (реж. О. Прихудайлова) — Пират Флинт (с 2024)
- Мюзикл «Капитанская дочка» (реж. И. Коняев) — Емельян Пугачёв (с 2024)
- Мюзикл «Ромео и Джульетта» (реж. Г. М. Кереньи KERO) — Герцог Веронский (с 2025)[43]
- Мюзикл «Хозяйка медной годы» (реж. Г. Матвейчук) — Данила (с 2025)[44]

Театриум на Серпуховке
- Музыкальная драма «Я — Эдмон Дантес» (реж. Е. Дружинин) — Фернан Мондего, Пьер Моррель, Максимилиан Моррель, (2012 — 2013)

АНО «Музыкальное сердце театра»

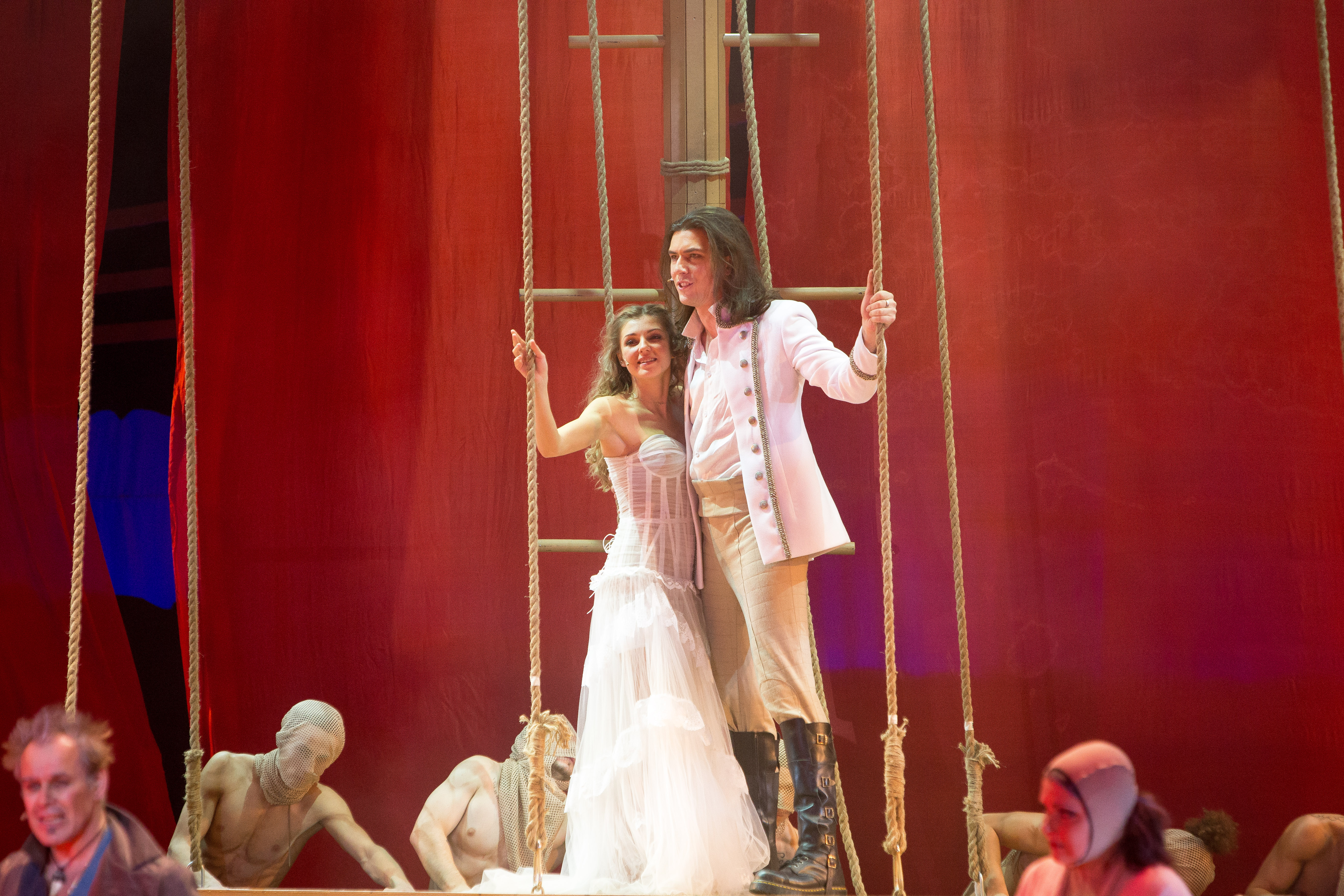
Кирилл Гордеев и Ольга Ажажа в мюзикле «Алые паруса», 2015

- Мюзикл «Алые паруса» (реж. Д. Белов, С. Горшкова) — Грей (2013 — 2015)

Продюсерская компания «Makers Lab»
- Мюзикл «Мастер и Маргарита» (реж. С. Стрейзанд) — Воланд (2015)
- Мюзикл «Онегин / Демон Онегина» (реж. С. Стрейзанд) — Евгений Онегин (2015 — 2016)

Stage Entertainment
Театр МДМ
- Мюзикл «Бал вампиров» — Герберт (2016 — 2017)

Проект «Те, кто мы есть»
- Мюзикл «Шагреневая кожа» (реж. Н. Панин) — Антиквар (с 2019)[45]

Авторский проект Александра Рагулина
- Рок-опера «КарамазоВЫ» (реж. А. Рагулин) — Иван Карамазов (с 2019)[46]
- Рок-опера «Графиня де Ля Фер» (реж. А. Рагулин) — Людовик XIV (с 2025)

Театральная компания «Бродвей Москва»
- Мюзикл «Шахматы» (реж. Евгений Писарев) — Анатолий Сергиевский (2020 — 2022)[47]
- Мюзикл «Последняя сказка» (реж. Анна Шевчук) — султан Сулейман (2024)

Компания «Sechenov.com»
- Мюзикл «Школьная история», приуроченный ко Дню учителя в Кремлёвском дворце (реж. Алексей Сеченов) — Учитель-инклюзив[48]

Проект «VeraSveshnikova-production»
- Мюзикл «Шагреневая кожа» (реж. Н. Панин) — Антиквар (с 2023)[49]

Театр «Этериус»
- Мюзикл «Последнее испытание» (реж. Д. Январина) — Карамон Маджере (2023)[50]

Творческий центр продвижения театра и кино «Глас Муз»
- Мюзикл «Дама Пик» (реж. Софья Стрейзанд) — Граф Сен-Жермен (с 2023)[51]

Театр «Приют комедианта»
- Мюзикл «Айсвилль» (реж. А. Франдетти) — Мэр, Дед (2023)[52]

Театральная компания Глеба Матвейчука
- Мюзикл «Хозяйка медной годы» (реж. Г. Матвейчук) — Данила (с 2024)[53][54][55]
- Мюзикл «Опасные связи» (реж. Г. Матвейчук) — Виконт де Вальмон (с 2024)

Творчество Объединение Музотдел
- Фэнтези-мюзикл «Романтика 12 ветров» Максима Абакумова (реж. Вера Зудина) — Стас (с 2025)

### Фильмография
- 2009 — «Супруги». 5-я серия «Выкуп» (Тарасов)
- 2010 — «Кулагин и партнёры». 27 сезон, 6-я серия (Дима Стрембовский)
- 2013 — «Пятницкий. Глава третья». 9-я серия «Пересекая черту» (Серг)

### Концерты
- 2015 — 2019 — концерты «Те, кто мы есть» — Дворец «Олимпия» (2015), КЗ «Колизей Арена» (2016-2019), Санкт-Петербург[56]
- 2017 — концерт «Закрытый рояльный вечер» — Музей «Эрарта», Санкт-Петербург
- 2018 — концерты «СахаРОК» — Opera Concert Club, Санкт-Петербург
- 2018 — концертные программы Death Note продюсерского центра «Пентаграмма», Москва, Санкт-Петербург[57][58]
- 2019 — концерт «Мур-Мур вечер» — клуб «Art Hall Gold», Санкт-Петербург
- 2020 — 2021 — концепт-концерт «Теория противоположностей» — ДК Ленсовета, Санкт-Петербург[59][60]
- 2020 — онлайн-концерты ВИП (вокально-инструментальные посиделки) на платформе Twitch
- 2021 — концерт ВИП-offline «Мгновения жизни» — клуб «Art Hall Gold», Санкт-Петербург
- 2021 — сольный концерт «Шляпа» — КЗ «Колизей Арена», Санкт-Петербург
- 2022 — сольный творческий вечер «35 и 5» — Olympia Palace (3 июля), Санкт-Петербург и ЦДРИ (4 ноября), Москва
- 2023 — концерт «Мировые Хиты мюзиклов» — КЗ «Колизей Арена»(3 февраля), Санкт-Петербург и Градский Холл (10 июня), Москва
- 2023 — сольный творческий вечер «KIRO Film» — клуб «Art Hall Gold», Санкт-Петербург
- 2023 — концерт «Рок-отрыв! Вне логики» — Aurora Concert Hall, Санкт-Петербург
- 2024 — концерт «Песня, в которой ты!» — Epicenter Concert Hall, Санкт-Петербург
- 2024 — сольный концерт «Подкаст со временем» — КЗ «Колизей Арена», Санкт-Петербург
- 2025 — концерт «Всё из-за тебя» — Дворец «Олимпия», Санкт-Петербург
- 2025 — сольный концерт «Грань сумасшествия» — клуб «Art Hall Gold», Санкт-Петербург